# Neolepton concentricum
Neolepton concentricum is een tweekleppigensoort uit de familie van de Neoleptonidae. De wetenschappelijke naam van de soort is voor het eerst geldig gepubliceerd in 1912 door Preston.